# Tanjung Enim
Tanjung Enim is een bestuurslaag in het regentschap Muara Enim van de provincie Zuid-Sumatra, Indonesië. Tanjung Enim telt 12.566 inwoners (volkstelling 2010).